# Pontomyia natans
Pontomyia natans är en tvåvingeart som beskrevs av Edwards 1926. Pontomyia natans ingår i släktet Pontomyia och familjen fjädermyggor. Inga underarter finns listade i Catalogue of Life.